# Brzeźno-Wieś
Brzeźno-Wieś – wieś w Polsce położona w województwie mazowieckim, w powiecie ostrołęckim, w gminie Goworowo.
W latach 1975–1998 miejscowość należała administracyjnie do województwa ostrołęckiego.
Miejscowość podstawowa typu wieś, ale nie samodzielna, do celów statystycznych jest częścią Brzeźna.  Nazwa nie jest używana jako adres, ale jest w spisie kodów pocztowych. Występuje jako nazwa obrębu geodezyjnego, który obejmuje obszar na północ od dawnego dworu Marchwickich.
Wierni kościoła rzymskokatolickiego należą do parafii Podwyższenia Krzyża Świętego w Goworowie.

## Historia
W latach 1921–1939 wieś leżała w województwie białostockim, w powiecie ostrołęckim, w gminie Czerwin.
Według Powszechnego Spisu Ludności z 1921 roku wieś zamieszkiwało 246 osób w 46 budynkach mieszkalnych. Miejscowość należała do parafii rzymskokatolickiej w m. Goworowie. Podlegała pod Sąd Grodzki w Ostrołęce i Okręgowy w Łomży; właściwy urząd pocztowy mieścił się w m. Czerwin.
W wyniku agresji niemieckiej we wrześniu 1939 wieś znalazła się pod okupacją niemiecką. Od 1939 do wyzwolenia 1945 włączona w skład Generalnego Gubernatorstwa.